# بخش چوپور
بخش چوپور (به انگلیسی: Sheopur district) یک منطقهٔ مسکونی در هند است که در Chambal division واقع شده‌است. بخش چوپور ۶٬۶۰۶ کیلومتر مربع مساحت و ۶۸۷٬۸۶۱ نفر جمعیت دارد.